# Тен Копмейнерс
Тен Копмейнерс (нід. Teun Koopmeiners, нар. 28 лютого 1998, Кастрікюм) — нідерландський футболіст, півзахисник італійського «Ювентуса» і національної збірної Нідерландів.

## Клубна кар'єра
Народився 28 лютого 1998 року в місті Кастрікюм. Розпочав займатись футболом у рідному місті в клубі «Вітесск '22», після чого 2009 року перейшов в академію АЗ. З сезону 2016/17 став виступати за резервну команду клубу, з якою у тому ж розіграші став переможцем Тведедівізі, третього дивізіону країни і у наступному сезоні вже грав з командою у Еерстедивізі.
За основну команду гравець дебютував 1 жовтня 2017 року, в матчі з «Феєнордом», в якому його команда програла з розгромним рахунком 0:4, після чого швидко став основним гравцем, а у сезоні 2019/20 став новим капітаном команди після відходу попереднього капітана Гуса Тіла. За чотири сезони відіграв за команду з Алкмара понад 100 матчів у національному чемпіонаті і був обраний її капітаном.
30 серпня 2021 року за 12 мільйонів євро перейшов до італійської «Аталанти».

## Виступи за збірні
2015 року дебютував у складі юнацької збірної Нідерландів (U-17), загалом на юнацькому рівні взяв участь у 25 іграх.
Протягом 2018—2019 років залучався до складу молодіжної збірної Нідерландів. На молодіжному рівні зіграв у 15 офіційних матчах, забив 3 голи.
7 жовтня 2020 року дебютував в іграх за головну збірну Нідерландів.
| Дата       | Місто     | Господарі  | Результат               | Гості      | Турнір                               | Голи | Примітки |
| ---------- | --------- | ---------- | ----------------------- | ---------- | ------------------------------------ | ---- | -------- |
| 7-10-2020  | Амстердам | Нідерланди | 0 – 1                   | Мексика    | товариський матч                     | -    |          |
| 7-9-2021   | Амстердам | Нідерланди | 6 – 1                   | Туреччина  | Відбір до ЧС 2022                    | -    | 46'      |
| 13-11-2021 | Подгориця | Чорногорія | 2 – 2                   | Нідерланди | Відбір до ЧС 2022                    | -    | 66'      |
| 26-3-2022  | Амстердам | Нідерланди | 4 – 2                   | Данія      | товариський матч                     | -    |          |
| 29-3-2022  | Амстердам | Нідерланди | 1 – 1                   | Німеччина  | товариський матч                     | -    | 46'      |
| 3-6-2022   | Брюссель  | Бельгія    | 1 – 4                   | Нідерланди | Ліга націй УЄФА 2022-2023 - 1-й етап | -    | 83'      |
| 8-6-2022   | Кардіфф   | Уельс      | 1 – 2                   | Нідерланди | Ліга націй УЄФА 2022-2023 - 1-й етап | 1    |          |
| 11-6-2022  | Роттердам | Нідерланди | 2 – 2                   | Польща     | Ліга націй УЄФА 2022-2023 - 1-й етап | -    | 64'      |
| 14-6-2022  | Роттердам | Нідерланди | 3 – 2                   | Уельс      | Ліга націй УЄФА 2022-2023 - 1-й етап | -    | 32'      |
| 22-9-2022  | Варшава   | Польща     | 0 – 2                   | Нідерланди | Ліга націй УЄФА 2022-2023 - 1-й етап | -    | 6'       |
| 21-11-2022 | Доха      | Сенегал    | 0 – 2                   | Нідерланди | ЧС 2022 - груповий етап              | -    | 79'      |
| 25-11-2022 | Ер-Раян   | Нідерланди | 1 – 1                   | Еквадор    | ЧС 2022 - груповий етап              | -    | 79'      |
| 29-11-2022 | Ель-Хаур  | Катар      | 0 – 2                   | Нідерланди | ЧС 2022 - груповий етап              | -    | 82'      |
| 3-12-2022  | Ер-Раян   | Нідерланди | 3 – 1                   | США        | ЧС 2022 - 1/8 фіналу                 | -    | 46' 60'  |
| 9-12-2022  | Лусаїл    | Нідерланди | 2 – 2 д.ч. (3 – 4 п.п.) | Аргентина  | ЧС 2022 - чвертьфінал                | -    | 46'      |
| Усього     |           | Матчів     | 15                      |            | Голів                                | 1    |          |

## Досягнення
- Переможець Ліги Європи УЄФА (1):

«Аталанта»: 2023–24